# Matoba-dōri
Pour les articles homonymes, voir Matoba.
Le Matoba-dōri (的場通, Matoba-dōri) est une voie du centre-ville de Kyoto, dans l'arrondissement de Shimogyō. Orientée est-ouest, elle commence au Higashinotōin-dōri (en) et termine au Shinmachi-dōri (ja).

## Description

### Situation
Le Matoba-dōri est une petite rue étroite situé au nord-est de l'arrondissement de Shimogyō. Elle commence dans le quartier d'Ebisu-chō (蛭子町) et termine dans celui d'Izumi-chō (和泉町). La rue commence au Higashinotōin-dōri (en) (東洞院通) et termine à Shinmachi-dōri (ja) (新町通),,. Coincée entre Rokujō-dōri (ja) (六条通) et Gojō-dōri (ja), elle suit le Rokujō-dōri (ja) au sud et précède le Kagiyamachi-dōri (鍵屋町通) et le Yōbai-dōri (ja) (楊梅通) au nord,,.
Aucun sens de la circulation n'est indiqué, la rue étant très étroite et parfois trop étroite pour la circulation automobile. Elle mesure environ 400 mètres.

### Voies rencontrées
Liste des voies rencontrées,,. Les voies rencontrées de la droite sont mentionnées par (d), tandis que celles rencontrées de la gauche, par (g). Seules les rues portant un nom sont listées.
1. Higashinotōin-dōri (en) (東洞院通)[2]
2. Akezu-dōri (不明門通)
3. Karasuma-dōri (en) (烏丸通)
4. Suwanchō-dōri (諏訪町通)
5. Muromachi-dōri (en) (室町通)
6. Shinmachi-dōri (ja) (新町通)[2]

### Transports en commun
Les bus du réseau d'autobus de Kyoto (ja) ne passent pas sur la rue. L'arrêt le plus est sur Gojō : Karasuma-Gojō (烏丸五条, lignes 5, 26, 43, 73, 80), en correspondance avec la station Gojō du métro de Kyoto (ligne Karasuma).

## Odonymie
La rue portait originellement le nom de Suwanchō-dōri (諏訪町通) dû au fait qu'elle traversait aussi le quartier Shimosuwa-chō (下諏訪町). Cependant, le nom est plus tard abandonné dû à la nomination d'une autre rue d'orientation nord-sud avec le même nom. Suwanchō fait non seulement référence au quartier du même nom, mais aussi au sanctuaire shinto Shōtoku Suwa-jinja (尚徳諏訪神社), qui se trouve actuellement au carrefour de Matoba-dōri et du Suwanchō-dōri d'orientation nord-sud,,.
« Matonba » (的場) signifie « zone (場) cible (的) ». L'origine de ce nom est inconnu, mais peut faire référence au quartier chaud de Rokujō-Misujimachi ou au sanctuaire Suwa-jinja.
La rue était aussi appelée « Zeniyamachi-dōri », qui signifie « quartier (町) des monnayeurs (銭屋) ». Le nom peut aussi être lu « Zeniyachō-dōri », car « 町 » peut être lu « machi » ou « chō ». Ce nom a été probablement adopté conjointement avec sa voisine « Kagiyamachi-dōri », « rue des serruriers ». Le nom semble avoir été choisi par les habitants locaux, comme beaucoup d'autres rues qui terminent par « -machi-dōri » ou « -chō-dōri ».
La rue est nommée dans le « Marutake'ebisu » (丸竹夷), la chanson des rues de Kyoto pour les rues est-ouest, mais est simplement évoquée dans la phrase « 雪駄ちゃらちゃら », soit « Setta (référence à Settagaya-dōri (雪駄屋町通), un autre nom pour Yōbai-dōri) chara-chara (référence au son du cliquettement des clés pour Kagiyamachi-dōri, rue des serruriers, et des pièces de monnaies pour Zeniyamachi-dōri, rue des monnayeurs) »,,.

## Histoire
La rue auraît été créée durant l'époque d'Edo (1603-1868) entre Gojō-dōri et Rokujō-dōri. Elle apparaît en même temps que Kagiyamachi-dōri et la nouvelle Yōbai-dōri après le déplacement des maisons closes de Nijō-Yanagimachi (二条柳町) à Rokujō-Misujimachi (六条三筋町) en 1602. « Misuji », qui signifie « trois (三) voies (筋) » fait référence à ces trois rues créées pour desservie le nouveau quartier chaud, divisé en trois quartiers, dont le quartier du bas correspondait à Zeniyamachi-dōri ou Matoba-dōri,.

## Patrimoine et lieux d'intérêt
On y trouve du côté nord le sanctuaire shinto Shōtoku Suwa-jinja (尚徳諏訪神社), au carrefour avec Suwanchō-dōri.